# Lipovljani
Lipovljani är en ort i Kroatien.   Den ligger i länet Moslavina, i den östra delen av landet, 80 km sydost om huvudstaden Zagreb. Lipovljani ligger 130 meter över havet och antalet invånare är 2 791.
Terrängen runt Lipovljani är platt, och sluttar västerut. Runt Lipovljani är det glesbefolkat, med 19 invånare per kvadratkilometer. Närmaste större samhälle är Kutina, 12,1 km nordväst om Lipovljani. Omgivningarna runt Lipovljani är en mosaik av jordbruksmark och naturlig växtlighet.